# Odvaha pod palbou
Odvaha pod palbou (v anglickém originále Courage Under Fire) je americký válečný film z roku 1996. Režisérem filmu je Edward Zwick. Hlavní role ve filmu ztvárnili Denzel Washington, Meg Ryanová, Lou Diamond Phillips, Matt Damon a Bronson Pinchot.

## Obsazení
| Denzel Washington    | Nathaniel Serling |
| Meg Ryanová          | Karen Emma Walden |
| Lou Diamond Phillips | John Monfriez     |
| Matt Damon           | Ilario            |
| Bronson Pinchot      | Bruno             |
| Seth Gilliam         | Steven Altameyer  |
| Regina Taylor        | Meredith Serling  |
| Michael Moriarty     | Hershberg         |
| Željko Ivanek        | Ben Banacek       |
| Scott Glenn          | Tony Gartner      |
| Sean Patrick Thomas  | Thompson          |